# Producția în masă

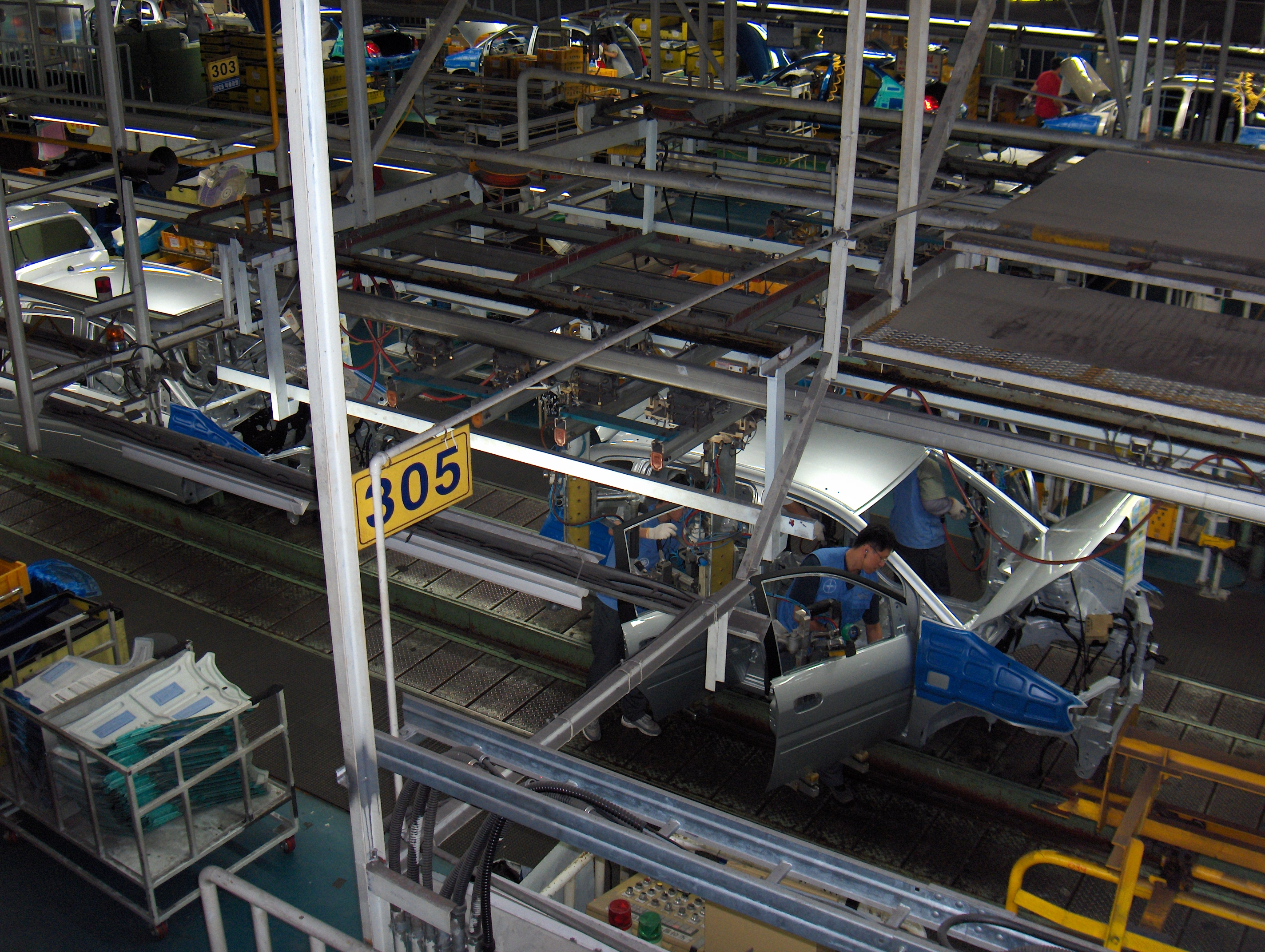
O linie modernă de asamblare auto.

Producția în masă, cunoscută și sub numele de producție în flux sau producție continuă, reprezintă producția de cantități substanțiale de produse standardizate într-un flux constant, inclusiv și în special pe liniile de asamblare. Împreună cu producția la comandă și producția în loturi, producția în masă este una dintre cele trei metode principale de producție.
Termenul de producție în masă a fost popularizat în 1926 de un articol din Encyclopædia Britannica, scris pe baza corespondenței cu Ford Motor Company. Publicația New York Times a folosit acest termen în titlul unui articol care a apărut însă înainte de publicarea articolului din Britannica.
Metodele de producție în masă se aplică în prezent  pentru a produce diferite tipuri de produse: de la substanțe fluide și în vrac (mâncare, combustibili, produse chimice și minereurile), la piese și ansambluri de piese (aparate de uz casnic și automobile).
Unele tehnici de producție în masă, cum ar fi dimensiunile standardizate șda2Di liniile de producție, precedează cu multe secole Revoluția Industrială. Cu toate acestea, producția modernă în masă a fost posibilă abia după introducerea mașinilor-unelte și dezvoltarea tehnicilor de producere a pieselor interschimbabile, începând cu mijlocul secolului al XIX-lea.

## Prezentare generală
Producția în masă presupune realizarea mai multor exemplare dintr-un produs într-un timp foarte scurt, folosind anumite tehnici de asamblare pentru a trimite produse parțial complete către muncitori, aceștia lucrând fiecare la câte o etapă individuală, în loc să lucreze la un produs întreg de la început până la sfârșit.
Producția în masă de materii fluide implică, de obicei, conducte cu pompe centrifuge sau transportoare cu șuruburi (transportoare elicoidale cu șnecuri) pentru a transfera materii prime sau produse parțial complete între rezervoare. Procesele în flux continuu, cum ar fi rafinarea petrolului sau procesarea materialelor vrac, precum rumegușul și pasta de hârtie, sunt automatizate cu ajutorul unui sistem de control al procesului de fabricare, care utilizează diverse instrumente pentru a măsura variabile precum temperatura, presiunea, volumul și nivelul, oferind apoi feedback.
Materialele în vrac, cum ar fi cărbunele, minereurile, cerealele sau rumegușul, sunt manipulate de transportoare cu bandă, cu lanț, cu lamele, pneumatice sau cu șurub, de elevatoare cu cupă și de echipamente mobile, cum ar fi încărcătoarele frontale. Materialele plasate pe paleți sunt manipulate cu ajutorul stivuitoarelor. Pentru manevrarea materialelor grele, cum ar fi rolele de hârtie, oțelul sau alte echipamente, se utilizează, de asemenea, macarale suspendate, numite uneori și poduri rulante, deoarece acestea traversează de obicei halele mai mari ale fabricilor.
Producția în masă presupune o utilizare intensivă de capital și energie, deoarece aceasta se folosește de o proporție mare de mașini și energie în raport numărul de muncitori. Acesta este un proces în general automatizat, astfel încât cheltuielile totale per unitate de produs sunt reduse. Cu toate acestea, utilajele necesare pentru a crea o linie de producție în masă (cu utilaje precum roboti și prese) sunt atât de costisitoare încât, pentru a fi profitabil, trebuie să existe o anumită asigurare că produsul va avea succes.
Una dintre descrierile producției în masă este că "aptitudinile sunt încorporate în instrument" ("The skill is built in the tool"), ceea ce înseamnă că muncitorul care folosește instrumentul respectiv poate să nu aibă nevoie de aptitudini pentru a realiza produsul respectiv. Un bun exemplu este un alt citat, din perioada secolului al XIX-lea sau începutul secolului al XX-lea, când acest lucru putea fi exprimat astfel: "meșteșugul se află în bancul de lucru în sine" (nu în pregătirea muncitorului). Decât să fie nevoie de un muncitor calificat care să măsoare fiecare dimensiune a fiecărei părți a produsului în raport cu planurile sau cu celelalte piese pe măsura ce era format, mai degrabă existau șabloane pregătite la îndemână, pentru a se asigura că piesa a fost făcută pentru a se potrivi cu celelalte piese la montaj. Piesa finită fusese deja verificată pentru a se potrivi cu toate celelalte piese finite -- iar acest lucru lua mult mai puțin, fără a mai fi nevoie de timp în plus pentru finisarea pieselor ca să se potrivească între ele. Mai târziu, odată cu apariția controlului computerizat (de exemplu, mașinile-unelte cu control numeric), șabloanele au fost eliminate, însă afirmația de mai sus, care spunea că abilitățile (sau cunoștințele) sunt încorporate în scule (sau în procese, sau în documentație), mai degrabă decât în capul muncitorului a rămas valabilă. Acesta este capitalul specializat necesar pentru producția în masă; fiecare banc de lucru și set de scule (sau fiecare mașină-unealtă cu comandă numerică, sau fiecare coloană de fracționare) este diferit (reglat special pentru funcția pe care o îndeplinește).

## Istorie

### Perioada preindustrială

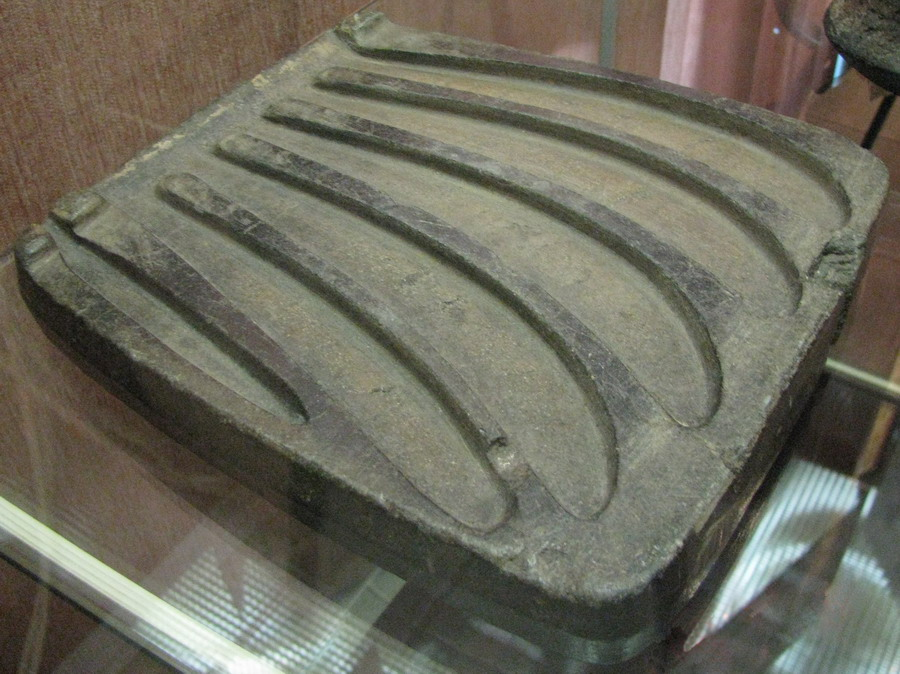
Uneori, producția în serie prezintă unele avantaje evidente, așa cum este în cazul acestei matrițe de turnare cu 5 seceri din epoca bronzului expusă la un muzeu din Ekaterinburg, Rusia.

Această xilogravură din 1568 îl arată pe tipograful din stânga scoțând o pagină din tipar, în timp ce tipograful din dreapta aplică cerneala pe blocurile de text. O astfel de muncă în echipă putea ajunge la 14.000 de mișcări ale mâinilor per zi lucrătoare, ajungând astfel sa tipărească aproximativ 3.600 de pagini.

Piesele, dimensiunile standardizate și tehnicile de producție în fabrică s-au dezvoltat cel mai mult în perioada preindustrială; înainte de inventarea mașinilor-unelte, fabricarea pieselor de precizie, în special a celor din metal, ce necesitau o forță de muncă considerabilă.
Arbaletele realizate cu piese de bronz erau produse în China, în timpul perioadei Sengoku. Împăratul Qin a unificat China, cel puțin o parte din aceasta, prin echiparea marilor armate cu aceste arme, care erau dotate cu un mecanism sofisticat de declanșare alcătuit din piese interschimbabile. Se crede, de asemenea, că armata de teracotă care păzește necropola împăratului a fost creată utilizând matrițe standardizate pe o linie de asamblare.
În Cartagina antică, navele de război erau produse în masă pe scară largă la un cost moderat, ceea ce le permitea cartaginezilor să mențină un control eficient  asupra Marii Mediteraneene. Multe secole mai târziu, Republica Venețiană va urma exemplul Cartaginei în ceea ce privește producerea de nave, folosind și ei la rândul lor piese prefabricate pe o linie de asamblare: Arsenalul Venețian ajunsese să producă aproximativ o navă în fiecare zi, în ceea ce a fost de fapt prima fabrica din lume, care, în perioada sa de glorie a avut 16.000 de muncitori angajați.
Invenția tiparului cu caractere mobile a permis producerea în masă a unor documente precum cărțile. Primul sistem de tipărire cu caractere mobile a fost inventat în China de către Bi Sheng, în timpul Dinastiei Song, unde era folosit, printre altele, pentru a emite bani de hârtie. Jikji , tipărită în Coreea în anul 1377, reprezintă cea mai veche carte existentă care a fost produsă cu ajutorul tiparului cu caractere mobile din metal. Johannes Gutenberg, prin inventarea presei tipografice și prin producerea Bibliei Gutenberg, a introdus tiparul cu litere mobile în Europa. Ca urmare, producția în masă în cadrul industriei editoriale europene a devenit obișnuită, ceea ce a dus la o democratizare a cunoașterii, la creșterea alfabetizării și a educației și la începuturile științei moderne.
Jean-Baptiste de Gribeauval, un inginer francez de artilerie, a introdus o proiectare standardizată a tunurilor la mijlocul secolului al XVIII-lea. El a conceput un obuzier de câmp de 150 mm (6 inch) a cărui țeavă, afet și specificații legate de muniție au fost uniformizate pentru toate tunurile franceze. Faptul că piesele acestor tunuri, până la piulițe, buloane și șuruburi, erau standardizate și interschimbabile a făcut producția în masă și repararea lor mai ușoară decât înainte.

### Perioada industrială
În timpul Revoluției Industriale, au fost utilizate tehnici simple de producție în masă la Portsmouth Block Mills, în Anglia, cu scopul de a se fabrica palane pentru navele Marinei Regale în decursul Războaielor Napoleoniene. Acest lucru a fost realizat în 1803 de Marc Isambard Brunel, în colaborare cu Henry Maudslay, sub conducerea lui Sir Samuel Bentham. În secolul al XVIII-lea, în Anglia, au apărut primele exemple clare ale unor operațiuni de fabricație care erau atent concepute astfel încât să reducă costurile de producție prin specializarea forței de muncă și prin utilizarea de mașini.

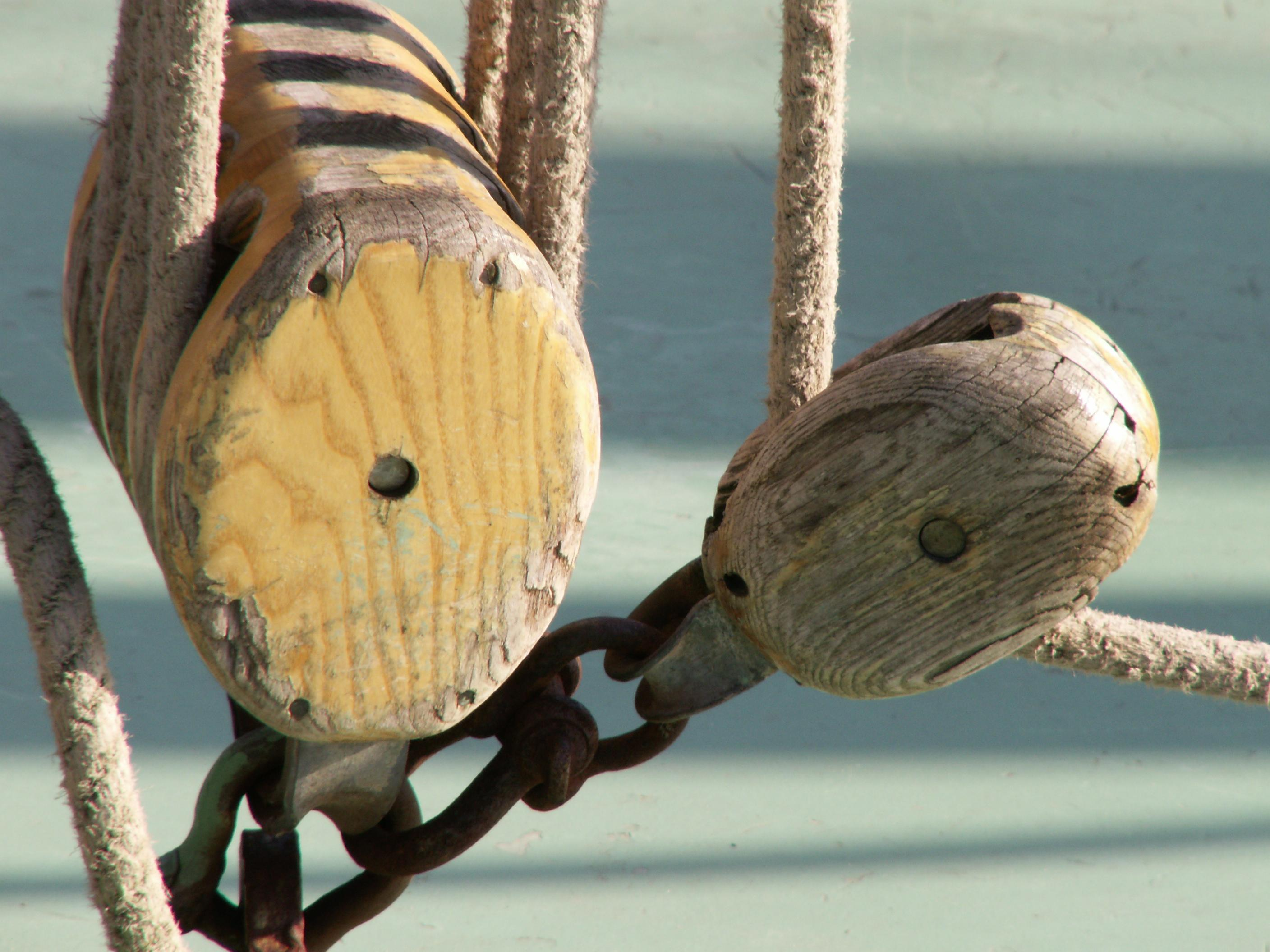
Un palan pentru tachelajul de pe o navă cu vele. Până în 1808, producția anuală în Portsmouth a ajuns la 130.000 de blocuri.

Marina se afla într-o stare de expansiune care necesita fabricarea a 100.000 de palane pe an. Bentham obținuse deja o eficiență remarcabilă la docuri prin introducerea mașinilor cu motor și prin reorganizarea sistemului portuar. Brunel, un inginer inovator, a colaborat la planurile de fabricare a unor mașini de făcut blocuri împreună cu Maudslay, un pionier al tehnologiei pentru mașinile-unelte. Acesta din urmă a dezvoltat în 1800 primul strung de găurit utilizat la nivel industrial, care a standardizat pentru prima dată dimensiunile filetelor, permițând, la rândul lor, aplicarea de piese interschimbabile. Până în 1805, șantierul naval a fost complet modernizat cu mașini revoluționare, construite special în acest scop, într-o perioadă în care produsele erau încă construite individual cu componente diferite. În total, au fost necesare 45 de mașini pentru a efectua 22 de procese pe blocuri, care puteau fi transformate într-una din cele trei dimensiuni posibile. Mașinile au fost realizate aproape în întregime din metal, ceea ce le-a îmbunătățit precizia și durabilitatea. Acestea făceau marcaje și indentări pe blocuri pentru a le menține aliniamentul pe tot parcursul procesului. Unul dintre numeroasele avantaje ale acestei noi metode a fost creșterea productivității muncii, întrucât gestionarea mașinilor presupunea muncă mai puțin intensă. Richard Beamish, asistent pentru fiul inginer al lui Brunel, Isambard Kingdom Brunel, a scris:
Astfel încât zece oameni, cu ajutorul acestor mașini, pot realiza cu uniformitate, rapiditate și ușurință ceea ce înainte necesita munca incertă a o sută zece oameni.
Până în 1808, producția anuală a celor 45 de mașini ajunsese la 130.000 de blocuri, iar unele dintre echipamente erau încă în funcțiune până la jumătatea secolului al XX-lea. De asemenea, tehnicile de producție în masă au fost utilizate, într-o măsură destul de limitată, pentru fabricarea de ceasornice și ceasuri de mână, precum și pentru fabricarea de arme de calibru mic, deși piesele nu erau interschimbabile în general. Chiar dacă au fost produse doar la scară foarte mică, motoarele de canoniere din timpul Războiului din Crimeea, proiectate și asamblate de John Penn din Greenwich, sunt consemnate ca fiind primul caz în care au fost aplicate tehnicile de producție în masă (deși nu neapărat metoda liniei de asamblare) în domeniul ingineriei navale. Când a trebuit să îndeplinească o comandă dată de Amiralitate pentru 90 de seturi ale planului său de motor orizontal, de înaltă presiune și cu turații mari, Penn le-a produs pe toate în 90 de zile. De asemenea, a utilizat filete ce respectau standardul britanic Whitworth⁠(d) pe tot parcursul producției. Condițiile necesare pentru utilizarea la scară largă a producției în masă constau în piesele interschimbabile, mașinile-unelte și puterea, în special sub formă de electricitate.
Unele dintre conceptele de management organizațional necesare pentru crearea producției în masă din secolul al XX-lea, precum managementul științific, au fost inițiate de alți ingineri (dintre care majoritatea nu sunt celebri, dar Frederick Winslow Taylor⁠(d) este unul dintre cei mai cunoscuți), ale căror lucrări au fost ulterior sintetizate în domenii precum ingineria industrială, ingineria de fabricație, cercetarea operațională și consultanța în management. Cu toate că, după ce a părăsit Compania Henry Ford, care a fost redenumită Cadillac și ulterior distinsă cu Trofeul Dewar în 1908 pentru crearea unor piese interschimbabile pentru motoare de precizie produse în masă, Henry Ford a minimizat rolul Taylorismului în dezvoltarea producției în masă în cadrul companiei sale. În ciuda acestui lucru, conducerea Ford a efectuat studii de timp și experimente pentru a-și mecaniza procesele din fabrică, concentrându-se pe minimizarea mișcărilor efectuate de muncitori. Diferența constă în faptul că, în timp ce Taylor s-a concentrat mai ales pe eficiența muncitorului, Ford a înlocuit și forța de muncă prin utilizarea mașinilor, aranjate cu grijă, ori de câte ori era posibil.
În 1807, Eli Terry a fost angajat să producă 4.000 de ceasuri cu mecanism din lemn în cadrul Contractului Porter. La acel moment, producția anuală pentru ceasurile din lemn nu depășea în medie câteva zeci. Terry a dezvoltat o mașină de frezat în 1795 pentru care a perfecționat piese interschimbabile . În 1807, Terry a dezvoltat o mașină de tăiat cu ax, care putea produce mai multe piese în același timp. Acesta i-a angajat pe Silas Hoadley⁠(d) și Seth Thomas să lucreze la linia de asamblare din fabrici. Contractul Porter a fost primul contract din istorie care a cerut producția în masă a ceasurilor cu mecanism din lemn. În 1815, Terry a început să producă în masă primul ceas de raft. Chauncey Jerome⁠(d), un ucenic al lui Eli Terry, a produs în masă până la 20.000 de ceasuri de alamă anual în 1840, când a inventat ceasul ieftin de 30 de ore OG.
Departamentul de Război al Statelor Unite a sponsorizat dezvoltarea de piese interschimbabile pentru armele produse la arsenalele de la Springfield, Massachusetts și Harpers Ferry, Virginia (acum Virginia de Vest) în primele decenii ale secolului al XIX-lea, obținând în cele din urmă o interschimbabilitate fiabilă până în anul 1850. Această perioadă a coincis cu dezvoltarea mașinilor-unelte, cu proiectarea armelor și construcția multor dintre ele. Unele dintre metodele folosite au fost un sistem de măsurători pentru verificarea dimensiunilor diferitelor piese și șabloane și dispozitive de fixare pentru ghidarea mașinilor-unelte și susținerea și alinierea corectă a pieselor de prelucrat. Acest sistem a ajuns să fie cunoscut sub numele de practica armelor sau sistemul american de producție. Sistemul s-a răspândit în Noua Anglie, ajutat de mecanici calificați din arsenale care au jucat un rol esențial în transferul tehnologiei către producătorii de mașini de cusut și alte industrii, cum ar fi industria de mașini-unelte, mașini de recoltat și biciclete. Singer Manufacturing Co., cel mai mare producător de mașini de cusut la momentul respectiv, nu a realizat piese interschimbabile până la sfârșitul anilor 1880. Cam în aceeași perioadă, Cyrus McCormick a adoptat practici moderne de fabricație în fabricarea mașinilor de recoltat.

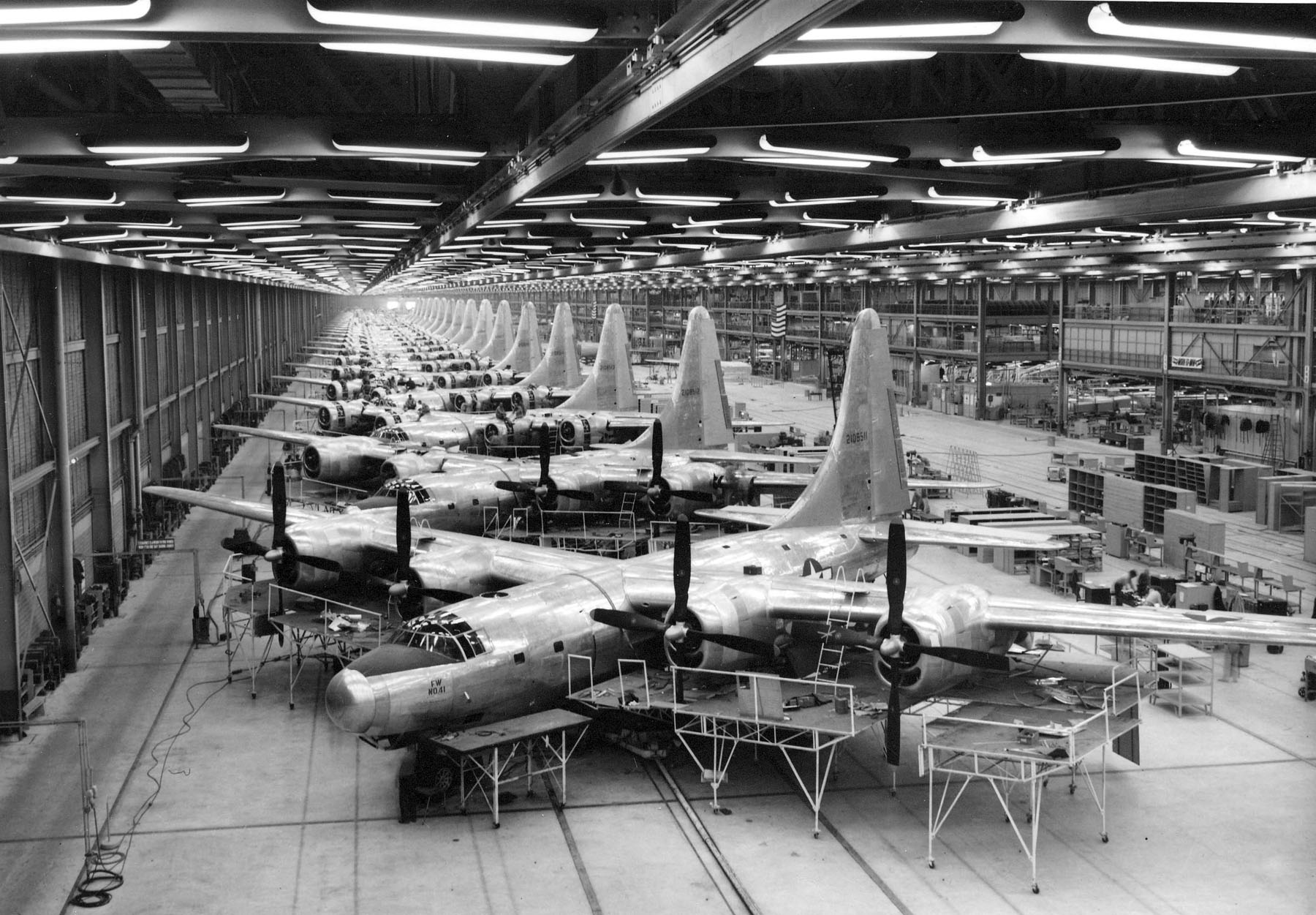
Producția în masă a avioanelor la Consolidated Aircraft Plant No. 4, lângă Fort Worth, Texas, în timpul celui de-al Doilea Război Mondial.

În timpul celui de-al Doilea Război Mondial, Statele Unite au produs în masă multe vehicule și arme, cum ar fi nave (de exemplu navele Liberty, bărcile Higgins), avioane ( P-51 Mustang nord-american, Consolidated B-24 Liberator, Boeing B-29 Superfortress), jeep-uri (adică Willys MB), camioane, tancuri (de exemplu Mitralierele M4 Sherman) și M2 Browning⁠(d) și M1919 Browning. Multe vehicule, transportate de nave, au fost expediate pe părți și ulterior asamblate la fața locului.
Pentru tranziția energetică în curs, multe componente ale turbinelor eoliene și panouri solare sunt produse la scară largă. Turbinele eoliene și panourile solare sunt folosite în parcuri eoliene și, respectiv, în fermele solare.
În plus, în cardul procesului de atenuare a schimbărilor climatice în curs de desfășurare, a fost propusă captarea la scară largă a carbonului (prin reîmpădurire, refacerea carbonului albastru etc.). Unele proiecte (cum ar fi Campania Trillion) implică plantarea unei cantități foarte mari de copaci. Pentru a accelera astfel de eforturi, poate fi utilă propagarea rapidă a copacilor. Unele mașini automate au fost produse pentru a permite înmulțirea rapidă (vegetativă) a plantelor. De asemenea, pentru unele plante care ajută la captarea carbonului (cum ar fi iarba de mare), au fost dezvoltate tehnici pentru a ajuta la accelerarea procesului.
Producția în masă a beneficiat de dezvoltarea unor materiale precum oțel accesibil ca preț, oțel de înaltă rezistență și materiale plastice. Prelucrarea metalelor a fost mult îmbunătățită cu oțel rapid și mai târziu cu materiale foarte dure, cum ar fi carbura de tungsten pentru muchiile tăiate. Fabricarea folosind componente din oțel a fost ajutată de dezvoltarea sudării electrice și a pieselor din oțel ștanțate. Ambele au apărut în industrie în jurul anului 1890. Materialele plastice, cum ar fi polietilena, polistirenul și clorura de polivinil (PVC) pot fi ușor formate prin extrudare, suflare sau turnare prin injecție, ceea ce are ca rezultat fabricarea cu costuri foarte mici a produselor de larg consum, a țevilor din plastic, a recipientelor și a pieselor.
Un articol influent care a ajutat la încadrarea și popularizarea definiției producției în masă din secolul al XX-lea a apărut într-un supliment al Encyclopædia Britannica din anul 1926. Articolul a fost scris pe baza corespondenței cu Ford Motor Company și uneori i se acreditează prima utilizare a termenului.

### Electrificarea fabriciilor
Electrificarea fabricilor a început foarte treptat în anii 1890 în urma introducerii unui motor electric de curent continuu practic de către Frank J. Sprague. Acest proces a accelerat după dezvoltarea motorului de curent alternativ de către Galileo Ferraris⁠(d), Nikola Tesla și Westinghouse⁠(d), Mikhail Dolivo-Dobrovolsky și alții. Electrificarea fabricilor a fost cea mai rapidă între 1900 și 1930, ajutată de înființarea de utilități electrice cu stații centrale și de scăderea prețurilor la energie electrică din 1914 până în 1917.
Motoarele electrice au fost de câteva ori mai eficiente decât motoarele cu abur mici, deoarece generarea stației centrale era mai eficientă decât motoarele cu abur mici și pentru că arborii de linie și curelele aveau pierderi mari prin frecare. Motoarele electrice au permis, de asemenea, mai multă flexibilitate în producție și au necesitat mai puțină întreținere decât arborii și curelele de linie. Multe fabrici au înregistrat o creștere cu 30% a producției prin simpla trecere la motoare electrice. 
Electrificarea a permis producția modernă în masă, la fel ca în cazul fabricii de prelucrare a minereului de fier a lui Thomas Edison (fondată în jurul anului 1893), care putea procesa 20.000 de tone de minereu pe zi cu două schimburi, fiecare de cinci oameni. La acea vreme, manipularea materialelor în vrac cu lopeți, roabe și vagoane mici cu ecartament îngust era încă un lucru comun. Comparativ, în deceniile precedente, un excavator manipula de obicei cinci tone pe zi în decursul a 12 ore. 
Producția în masă a avut cel mai mare impact asupra fabricării obiectelor de uz casnic, spre exemplu Compania de prelucrare a sticlei a fraților Ball⁠(d) și-a electrificat fabrica de borcane de zidari din Muncie, Indiana, SUA, în jurul anului 1900. Noul proces automatizat utiliza mașinării de suflare a sticlei pentru a înlocui 210 de meșteri și ajutoarele acestora. Un mic camion electric era folosit pentru a gestiona 150 de duzini de sticle comparativ cu căruțul de mână care transporta anterior doar șase duzini. Malaxoarele electrice au înlocuit bărbații cu lopeți care manipulau nisipul și alte ingrediente care erau introduse în cuptorul de sticlă. O macara electrică suspendată a înlocuit 36 de zilieri pentru deplasarea sarcinilor grele în fabrică.

Potrivit lui Henry Ford :
Furnizarea unui sistem complet nou de generare a energiei electrice a înlăturat dependența industriei de cureaua de piele și arborele de linie, pentru că în cele din urmă a devenit posibilă echiparea fiecărui instrument cu propriul său motor electric. Importanța acestuia ar părea nesemnificativă. De fapt, industria modernă nu ar fi putut funcționa cu cureaua și arborele de linie din mai multe motive. Motorul a permis ca mașinăriile să fie aranjate în ordinea procesului de lucru și asta a dublat probabil eficiența industriei, deoarece a eliminat un volum enorm muncă inutilă în ceea ce privește manipularea și transportul. Cureaua și arborele de linie generau, de asemenea, o risipă uriașă, încât nicio fabrică nu era destul de încăpătoare, chiar și cel mai lung arbore de linie era mic comparativ cu standardele moderne. Aparatele de înaltă viteză nu ar putea să funcționeze în vechile condiții – nici scripetele, nici cureaua nu ar putea să îndure vitezele moderne. În lipsa uneltelor de mare viteză și a oțelurile de calitate produse de acestea, nu ar exista nimic din ceea ce numim industrie modernă.

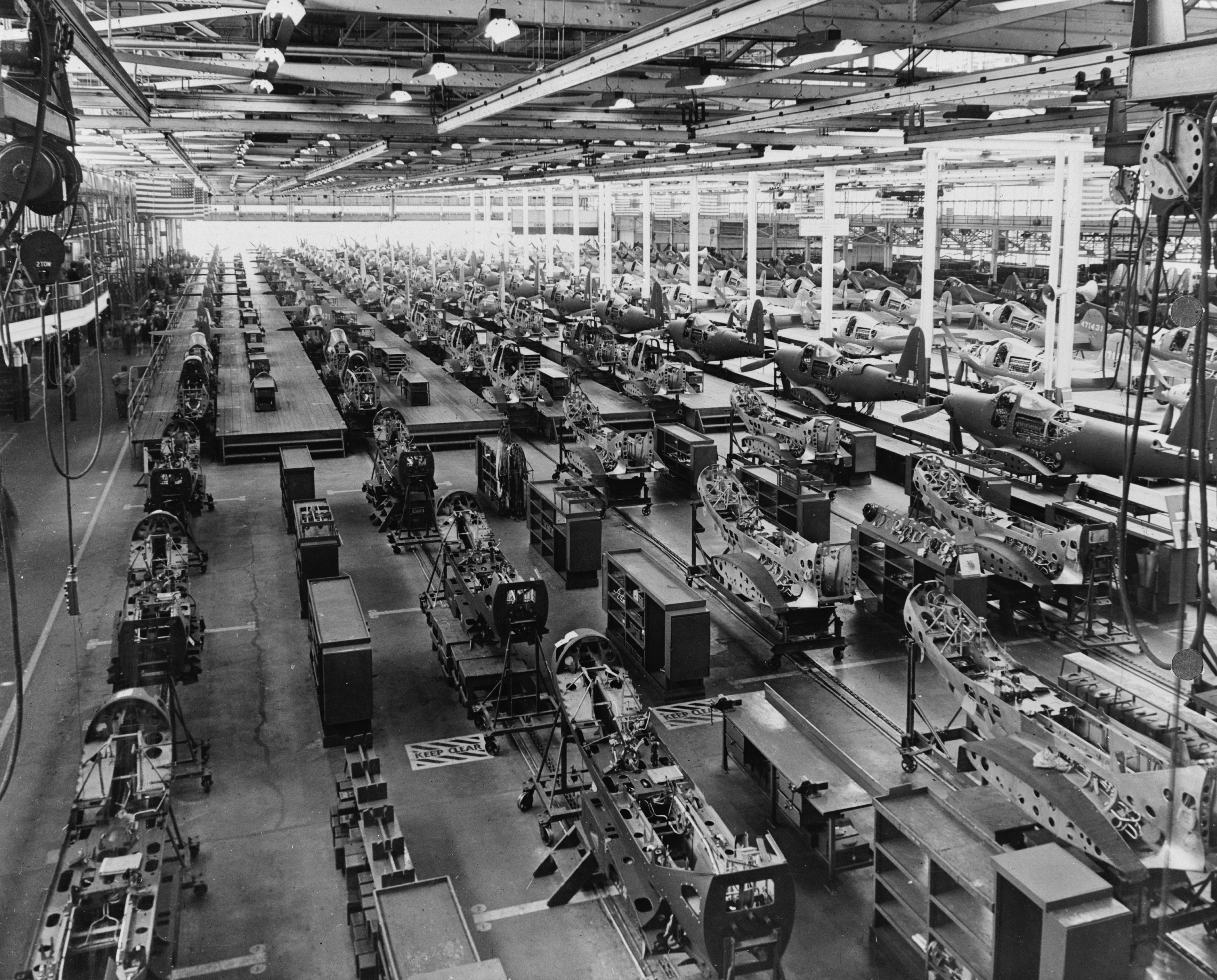
Fabrica de asamblare a Bell Aircraft Corporation în 1944. Observați părți ale macaralei de pe ambele părți ale fotografiei, în partea de sus.

Producția în masă a cunoscut o popularitate mare la sfârșitul anilor 1910 și 1920 datorită Ford Motor Company a lui Henry Ford, care a introdus motoarele electrice în cunoscuta tehnică practicată atunci de producție în lanț sau în serie. Ford a cumpărat, proiectat și a construit, de asemenea, mașini-unelte și accesorii speciale, cum ar fi prese de găurit cu ax multiplu, care ar putea găuri fiecare gaură pe o parte a unui bloc motor într-o singură operațiune și o mașină de frezat cu mai multe capete care ar putea prelucra simultan 15 blocuri de motor ținute pe un singur dispozitiv de fixare. Toate aceste mașini-unelte au fost aranjate sistematic în fluxul de producție, iar unele aveau cărucioare speciale pentru rularea articolelor grele în poziția de prelucrare. Producția Ford Model T a folosit 32.000 de mașini-unelte.

### Clădiri
Procesul de prefabricare, în cadrul căruia piesele sunt create separat de produsul finit, stă la baza tuturor construcțiilor produse în serie. Exemplele timpurii includ structuri mobile care se presupune că au fost utilizate de Akbar cel Mare și casele mobile construite de sclavi emancipați în Barbados. Coliba Nissen, folosită pentru prima dată de britanici în timpul Primului Război Mondial, a îmbinat prefabricarea cu producția de masă într-un mod care se potrivea nevoilor armatei. Structurile simple, care costau puțin și puteau fi ridicate în doar câteva ore, au avut un mare succes: peste 100.000 de colibe Nissen au fost construite numai în timpul Primului Război Mondial și au continuat să servească armatele și în alte conflicte, inspirând o serie de colibe similare.
După cel de-al Doilea Război Mondial, în Statele Unite, William Levitt⁠(d) a fost pionier în construirea caselor standardizate în 56 de locații diferite din țară. Aceste comunități au fost numite Levittowns⁠(d) și au putut fi construite rapid, implicând cheltuieli mici prin valorificarea economiilor de scară, precum și prin specializarea sarcinilor de construcție într-un proces asemănător unei linii de asamblare. În această epocă s-a inventat și locuința mobilă, o casă mică prefabricată care putea fi transportată pe un camion, la un preț accesibil.
În procesul de industrializarea modernă a construcțiilor, producția în masă este adesea folosită pentru prefabricarea componentelor casei.

## Utilizarea liniilor de asamblare

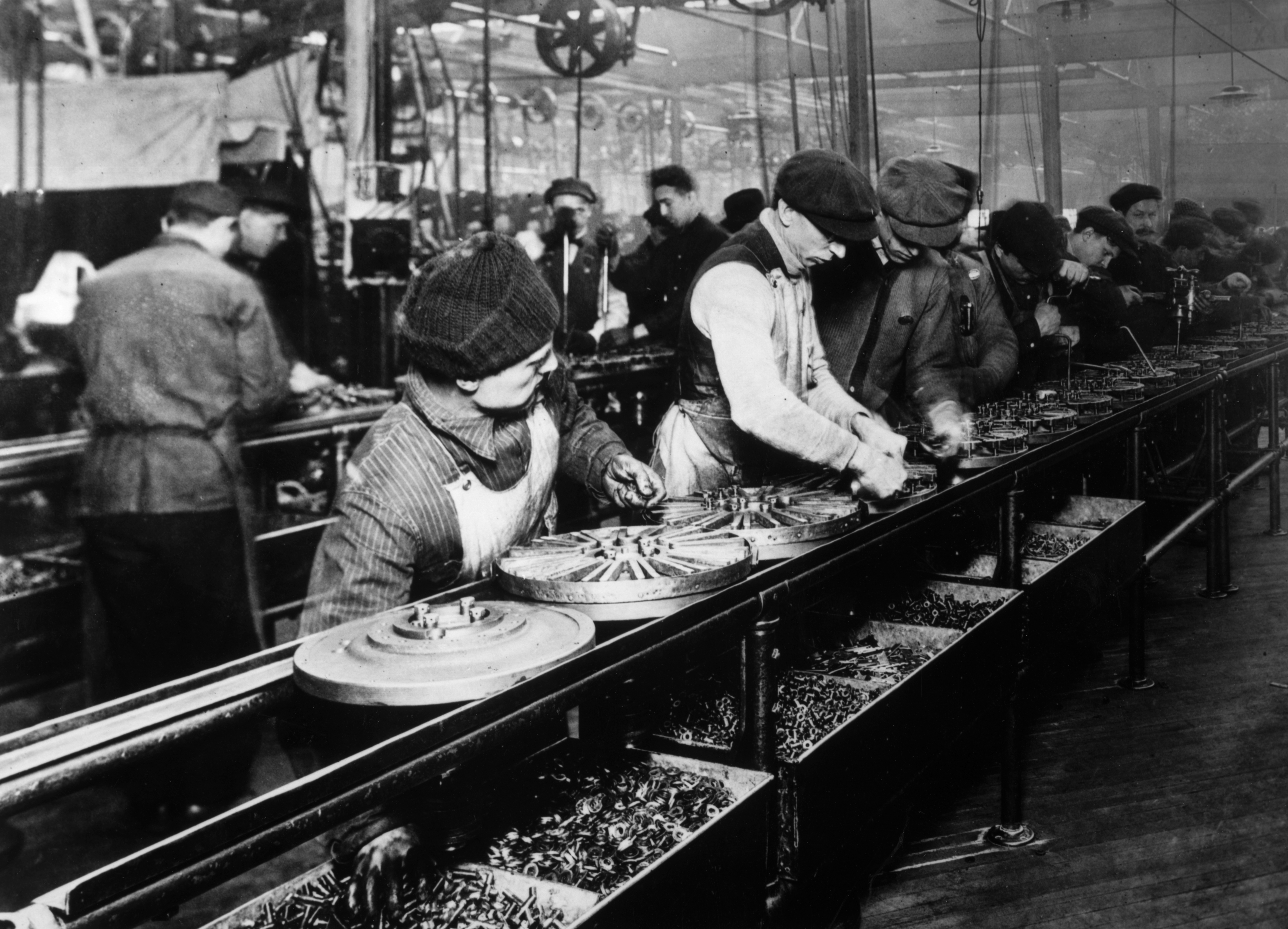
Linia de asamblare Ford, 1913. Linia de asamblare magneto a fost prima.

Sistemele de producție în masă pentru articolele alcătuite din numeroase piese sunt de obicei organizate în linii de asamblare . Ansamblurile trec pe un transportor sau, dacă sunt grele, atârnate de o macara rulantă sau monoșină.
Într-o fabrică pentru un produs complex, în loc de o singură linie, pot exista mai multe linii de asamblare auxiliare care alimentează subansambluri (adică motoare de mașină sau scaune) la o linie „principală” . O diagramă a unei fabrici tipice de producție în masă seamănă mai mult cu scheletul unui pește decât cu o singură linie.

## Integrarea verticală
Integrarea verticală este o practică de afaceri care presupune obținerea controlului complet asupra producției unui produs, de la materii prime până la asamblarea finală.
În epoca producției în masă, acest lucru a cauzat probleme de transport și comerț, deoarece sistemele de transport maritim nu puteau transporta volume uriașe de automobile finite (în cazul lui Henry Ford) fără a provoca daune, iar politicile guvernamentale au impus bariere comerciale asupra unităților finite.
Ford a construit Complexul Ford River Rouge cu ideea de a produce propriul fier și oțel al companiei în aceeași fabrică mare unde avea loc asamblarea pieselor și a mașinilor. River Rouge și-a generat și propria energie electrică.
Integrarea verticală în amonte (descendentă), cum ar fi cea a materiilor prime, se îndepărtează de tehnologia de vârf și se îndreaptă spre industria matură, cu randament scăzut. Majoritatea companiilor au ales să se concentreze pe activitatea lor de bază, mai degrabă decât pe integrarea verticală. Aceasta includea cumpărarea de piese de la furnizori externi, care le puteau produce adesea la același preț sau mai ieftin.
Standard Oil, cea mai puternică întreprindere petrolieră din secolul al XIX-lea, a fost răspândită parțial pe verticală, fiindcă nu era cerere de țiței nerafinat, însă kerosenul și alte materii erau destul de solicitate. Un alt motiv pentru care această întreprindere a fost răspândită, este că a monopolizat întreaga industrie petrolieră. Alte companii petroliere mari au fost, și unele mai sunt, integrate pe verticală, pornind de la producție la rafinare și deținând stații de comercializare a carburanților, deși  unele le-au vândut .
La un moment dat, o mare parte din terenurile forestiere erau deținute de companiile producătoare de hârtie și cherestea, iar acestea vindeau produse finite cum ar fi cutiile din carton. Tendința a fost de a se priva de acele terenuri pentru a primi bani și pentru a ocoli impozitele pe proprietate.

## Avantaje și dezavantaje
Economiile producției în masă provin din mai multe surse. Scăderea neproductivității de toate tipurile e motivul principal. În producția artizanală, meseriașul trebuie să se preocupe de achiziționarea pieselor și asamblarea lor. Acesta este nevoit să găsească și să utilizeze aceleași instrumente pentru diverse lucrări. Ceea ce privește producția în masă, fiecare angajat realizează una sau mai multe sarcini conexe ce necesită același instrument pentru a efectua lucrări asemănătoare sau aproape asemănătoare pe un flux de produse. Piesele și uneltele necesare sunt mereu la îndemână, fiind trimise consecutiv pe linia de asamblare. Lucrătorul petrece puțin timp sau deloc pentru a recupera sau pregăti materialele și uneltele, astfel încât timpul necesar fabricării unui produs cu ajutorul producției în masă este relativ scurt în comparație cu folosirea metodelor tradiționale.
Probabilitatea erorilor și a variațiilor umane este, de asemenea, scăzută, deoarece sarcinile sunt îndeplinite în principal de mașini. Eroarea operării acestora poate avea consecințe drastice. Reducerea forței de muncă, precum și o rată de producție mai mare, permite unei întreprinderi să realizeze o cantitate enormă de produse la un preț mai mic decât prin utilizarea metodelor tradiționale.
Cu toate acestea, producția în masă este inflexibilă. Odată ce o linie de producție este stabilită, modificarea unui design sau a unui proces de producție este dificilă. Toate bunurile fabricate pe o linie de producție vor fi identice sau foarte similare, iar la introducerea unor varietăți noi, care să îndeplinească preferințele clienților, pot apărea dificultăți. Cu toate acestea, dacă e necesar, o anumită varietate poate fi realizată prin aplicarea unor finisaje și decorațiuni diferite la finalul liniei de producție. Costurile de pornire pentru utilaje pot fi ridicate. Așadar, producătorii trebuie să fie siguri că produsul lor se va vinde, altfel aceștia riscă să piardă niște sume enorme de bani.
Modelul T de la Ford a realizat o producție accesibilă, dar aceasta nu a răspuns în totalitate cererii de varietate, personalizare sau modificărilor de design. În consecință, Ford a pierdut cota de piață în favoarea celor de la General Motors, care au introdus diverse modificări anuale ale modelului, funcții suplimentare și o gamă largă de culori.
Cu timpul, inginerii au găsit modalități de a crește flexibilitatea sistemelor de producție în masă, reducând timpul de producere a unor bunuri și permițând personalizarea acestora.
Comparativ cu alte metode de fabricare, producția în masă poate crea noi riscuri profesionale pentru lucrători. Acest lucru se datorează în mare parte necesității ca lucrătorii să manevreze utilaje grele și, în același timp să coopereze cu alți colegi de muncă. Prin urmare, aplicarea unor măsuri de siguranță este necesară, cum ar fi exercițiile de prevenire a incendiilor, precum și o formare specială pentru a evita accidentele industriale.

## Efecte Socioeconomice
În anii 1830, Alexis de Tocqueville, istoric și gânditor politic francez, a constatat una dintre cele mai esențiale caracteristici ale Americii care va influența prielnic dezvoltarea producției în masă, aceasta fiind baza omogenă de consumatori. Tocqueville a menționat în cartea sa „Democracy in America” [„Democrație în America”] (1835) că “Lipsa unei averi ce favorizează cheltuirea unor sume mari pe articole de lux în Statele Unite... conferă producțiilor industriei americane un caracter diferit față de cel al industriilor din alte țări. Producția este adaptată nevoilor întregului popor”.
Producția în masă a contribuit la creșterea randamentului și a economiei, a redus orele de muncă, și de asemenea, a îmbunătățit infrastructurile de transport (canale, căi ferate și autostrăzi) și mecanizarea agriculturii. Ca o consecință a acestor factori, o săptămână de lucru de 70 de ore a fost redusă la una de 60 de ore la sfârșitul secolului al XIX-lea, apoi la una de 50 de ore la începutul secolului al XX-lea, și, în cele din urmă, la una de 40 de ore la mijlocul anilor 1930. 
Producția în masă a permis creșteri uriașe în toată producția. Până la sfârșitul secolului al XIX-lea, satisfacerea cererii utilizând un sistem european de meșteșug a fost dificilă pentru unele produse cum ar fi mașinile de cusut sau vehiculele de recoltat cu tracțiune animală. Până la sfârșitul anilor 1920, multe bunuri care erau rare înainte, deja se produceau în cantități mari.  Un economist a susținut că acest lucru a dus la un fenomen de supraproducție și la creșterea șomajului în timpul Marii Crize Economice. Legea lui Say neagă posibilitatea supraproducției în mașă iar, ca și consecință, economiștii clasici susțin faptul că aceasta nu a avut niciun rol în Marea criză econimică.
Dezvoltarea consumerismului a fost permisă de producția în masă prin micșorarea costului unitar al multor bunuri uzate.
Producția în masă a fost asociată cu industria Fast Fashion, oferind clientului articole de îmbrăcăminte de calitate inferioară la un cost redus. Majoritatea hainelor din această industrie sunt fabricate în masă din materiale ieftine precum poliesterul. Datorită cererii consumatorilor și noilor tendințe, timpul de producție al acestor produse trebuie sa fie foarte scurt.